# Divinitatis doctor

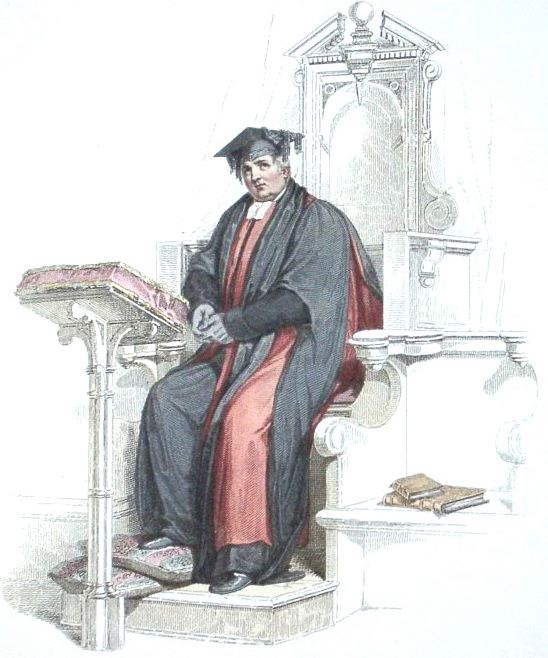
Aguatinta de un doctor en Teología por la Universidad de Oxford; viste bata escarlata y capa negra, correspondientes a su posición.

Divinitatis doctor o doctor en Divinidad (DD o DDiv; en inglés: Doctor of Divinity) es un título honorario ofrecido por una iglesia o una universidad a personalidades destacadas de la fe.

## Tipos de grados religiosos
Doctor en Divinidad no debe ser confundido con el título de Doctor en Teología (ThD), grado universitario equivalente a un doctorado en teología, otorgado por universidades y Seminarios, como Duke Divinity School y otros. Sin embargo, muchas universidades otorgan un Philosophiæ doctor (PhD) en lugar de un ThD a los graduados de nivel superior de programas de estudios religiosos. Otra titulación en teología es la de Doctor de Teología Sagrada (ETS), que es otorgado, en particular, por la católica Universidad Pontificia y otras universidades. El título de Doctor of Ministry (DMin) es otro doctorado de estudios religiosos, pero es un doctorado profesional en lugar de un doctorado en investigación.

## Doctor en Teología por país o por iglesia

### Reino Unido
En el Reino Unido, el grado de doctor es conferido por distintas universidades a un erudito en religiones para destacar sus contribuciones al conocimiento. Normalmente, el candidato deberá presentar una colección de obras que ya ha sido publicada en revistas o libros y pagar la tasa de examen. La universidad, a continuación, reúne a un comité de académicos internos y externos que revisan el trabajo presentado y deciden si el candidato merece el doctorado basándose en la presentación hecha. La mayoría de las universidades restringen la candidatura a graduados o personal académico con determinada edad.

### Estados Unidos
En los Estados Unidos, el grado es generalmente atribuido honoris causa por una iglesia relacionada con una universidad, seminario, o directamente por una universidad; en todos los casos se reconocen los méritos excepcionales del personaje premiado. Por ejemplo, Martin Luther King recibió un Doctorado en teología sistemática por la Universidad de Boston en 1955); posteriormente recibió el título honorario de Doctor of Divinity por el Seminario Teológico de Chicago (1957), la Universidad de Boston (1959), la Universidad Wesleyana (1964) y el Springfield College (1964). Billy Graham recibió de Doctor of Divinity honoris causa por King's College y la Universidad de Carolina del Norte en Chapel Hill) y fue llamado normalmente "Dr. Graham", aunque su mayor título era una licenciatura en Artes y antropología por el Wheaton College.
Desde 1974, bajo la ley federal, se acepta la opinión de los expertos de que un "Doctor of Divinity" es un doctorado honoris causa, es decir, un título de representación, sin ninguna consideración académica. Estos títulos pueden ser emitidos por buena fe de las iglesias o denominaciones religiosas, tales como la Universal Life Church, siempre que su emisión está limitada a un curso de instrucción en los principios de la iglesia o confesión religiosa.
Hasta 2009, 20 estados de los Estados Unidos y Puerto Rico tenían algún tipo de exención en virtud de la cual las instituciones religiosas podían conceder grados religiosos sin necesidad de acreditación o supervisión del gobierno.

### Iglesia Católica
En la Iglesia Católica, Doctor en teología es un título honorífico que denota la ordenación como obispo. [cita requerida]

## El doctor y el estudiante
Un libro de Christopher St. Germain publicado en 1528 llevó por título El doctor y el estudiante. En él se describe un diálogo entre un Doctor of Divinity y un estudiante de leyes de Inglaterra. El libro desarrolla los motivos últimos de las leyes, junto con preguntas del joven estudiante y casos relativos a la equidad de las mismas leyes.